# Basketball Club Žalgiris 2015-2016
Questa voce raccoglie le informazioni riguardanti il Basketball Club Žalgiris nelle competizioni ufficiali della stagione 2015-2016.

## Stagione
La stagione 2015-2016 del Basketball Club Žalgiris è la 23ª nel massimo campionato lituano di pallacanestro, la Lietuvos krepšinio lyga.

## Roster
Aggiornato al 4 aprile 2022.
| Žalgiris Kaunas 2015-16 | Žalgiris Kaunas 2015-16 |
| Giocatori               | Staff tecnico           |
| ----------------------- | ----------------------- |

| N. | Naz.                                        | Ruolo | Nome                 | Anno | Alt.   | Peso   |  |
| -- | ------------------------------------------- | ----- | -------------------- | ---- | ------ | ------ |  |
| 2  | Stati Uniti (bandiera) · Ucraina (bandiera) | P     | Jerome Randle        | 1987 | 175 cm | 79 kg  |  |
| 3  | Estonia (bandiera)                          | A     | Siim-Sander Vene     | 1990 | 202 cm | 97 kg  |  |
| 4  | Lituania (bandiera)                         | P     | Lukas Lekavičius     | 1994 | 180 cm | 76 kg  |  |
| 7  | Lituania (bandiera)                         | AP    | Martynas Pocius      | 1986 | 197 cm | 90 kg  |  |
| 9  | Lituania (bandiera)                         | P     | Mantas Kalnietis     | 1986 | 195 cm | 90 kg  |  |
| 10 | Lituania (bandiera)                         | G     | Renaldas Seibutis    | 1985 | 196 cm | 82 kg  |  |
| 12 | Australia (bandiera)                        | AG    | Brock Motum          | 1990 | 208 cm | 111 kg |  |
| 13 | Lituania (bandiera)                         | AG    | Paulius Jankūnas (C) | 1984 | 205 cm | 107 kg |  |
| 14 | Grecia (bandiera)                           | C     | Ian Vougioukas       | 1985 | 211 cm | 127 kg |  |
| 15 | Lituania (bandiera)                         | C     | Robertas Javtokas    | 1980 | 211 cm | 120 kg |  |
| 18 | Lituania (bandiera)                         | C     | Martynas Sajus       | 1996 | 208 cm | 106 kg |  |
| 19 | Lituania (bandiera)                         | AP    | Vytenis Lipkevičius  | 1989 | 195 cm | 95 kg  |  |
| 20 | Lettonia (bandiera)                         | G     | Kaspars Vecvagars    | 1993 | 193 cm | 83 kg  |  |
| 21 | Canada (bandiera)                           | PG    | Olivier Hanlan       | 1993 | 193 cm | 86 kg  |  |
| 92 | Lituania (bandiera)                         | AP    | Edgaras Ulanovas     | 1992 | 199 cm | 96 kg  |  |

| Allenatore |
| - Gintaras Krapikas (fino al 9 gennaio) - Šarūnas Jasikevičius (dal 9 gennaio)                                                         |
| Assistente/i |
| - Šarūnas Jasikevičius (fino al 9 gennaio) - Darius Maskoliūnas - Darius Songaila Legenda - (C) Capitano - (IN) Inattivo - Infortunato |

## Mercato

### Sessione estiva
| Acquisti | Acquisti           | Acquisti         | Acquisti      | Acquisti |
| R.a      | Nome               | da               | Modalità      |          |
| -------- | ------------------ | ---------------- | ------------- | -------- |
| G        | Renaldas Seibutis  | Darüşşafaka      | definitivo    |          |
| P        | Mantas Kalnietis   | Free agent       | definitivo    |          |
| AG       | Brock Motum        | Adelaide 36ers   | definitivo    |          |
| AP       | Martynas Pocius    | Galatasaray      | definitivo    |          |
| C        | Ian Vougioukas     | Ulma             | definitivo    |          |
| PG       | Olivier Hanlan     | Boston C. Eagles | definitivo    |          |
| AC       | Isaiah Hartenstein | Artland Dragons  | definitivo    |          |
| C        | Mindaugas Kupšas   | Kalev/Cramo      | fine prestito |          |

| Cessioni | Cessioni            | Cessioni           | Cessioni       | Cessioni |
| R.       | Nome                | a                  | Modalità       |          |
| -------- | ------------------- | ------------------ | -------------- | -------- |
| G        | Artūras Milaknis    | UNICS Kazan'       | fine contratto |          |
| AP       | James Anderson      | Sacramento Kings   | fine contratto |          |
| P        | Will Cherry         | Alba Berlino       | fine contratto |          |
| C        | Artūras Gudaitis    | Lietuvos rytas     | fine contratto |          |
| P        | Vaidas Kariniauskas | Kymi               | fine contratto |          |
| AG       | Darius Songaila     |                    | ritirato       |          |
| AC       | Isaiah Hartenstein  | Artland Dragons    | prestito       |          |
| G        | Tomas Dimša         | Skyl. Francoforte  | fine contratto |          |
| A        | Donatas Tarolis     | Traiskirchen Lions | fine contratto |          |
| C        | Mindaugas Kupšas    | BC Vienna          | fine contratto |          |

### Dopo l'inizio della stagione
| Acquisti | Acquisti           | Acquisti        | Acquisti         | Acquisti      |
| R.       | Nome               | da              | Data             | Modalità      |
| -------- | ------------------ | --------------- | ---------------- | ------------- |
| AC       | Isaiah Hartenstein | Artland Dragons | 22 gennaio 2016  | fine prestito |
| P        | Jerome Randle      | Adelaide 36ers  | 17 febbraio 2016 | definitivo    |

| Cessioni | Cessioni         | Cessioni       | Cessioni        | Cessioni    |
| R.       | Nome             | a              | Data            | Modalità    |
| -------- | ---------------- | -------------- | --------------- | ----------- |
| P        | Mantas Kalnietis | Olimpia Milano | 23 gennaio 2016 | rescissione |